# HinterReggio Calcio 2012-2013
Questa pagina raccoglie le informazioni riguardanti l'HinterReggio Calcio nelle competizioni ufficiali della stagione 2012-2013.

## Rosa
| N. |                    | Ruolo | Calciatore            |
| -- | ------------------ | ----- | --------------------- |
|    | Italia (bandiera)  | D     | Domenico Aliperta     |
|    | Italia (bandiera)  | C     | Antonio Angelino      |
|    | Italia (bandiera)  | D     | Luca Anzillotti       |
|    | Italia (bandiera)  | C     | Giuseppe Musolino     |
|    | Italia (bandiera)  | A     | Antonio Broso         |
|    | Italia (bandiera)  | A     | Paolo Carbonaro       |
|    | Italia (bandiera)  | C     | Giovanni Condomitti   |
|    | Brasile (bandiera) | A     | Sergio Cruz Pereira   |
|    | Italia (bandiera)  | D     | Domenico Cutrupi      |
|    | Italia (bandiera)  | D     | Saverio Cutrupi       |
|    | Italia (bandiera)  | D     | Davide Esperimento    |
|    | Italia (bandiera)  | A     | Ivan Agatino Febbraio |
|    | Italia (bandiera)  | C     | Cosimo Figliomeni     |
|    | Italia (bandiera)  | D     | Ivan Franceschini     |
|    | Italia (bandiera)  | C     | Giuseppe Gioia        |
|    | Italia (bandiera)  | D     | Andrea Impagliazzo    |

| N. |                    | Ruolo | Calciatore           |
| -- | ------------------ | ----- | -------------------- |
|    | Marocco (bandiera) | A     | Jonis Khoris         |
|    | Italia (bandiera)  | C     | Nicolas Kras         |
|    | Italia (bandiera)  | C     | Giovanni Lavrendi    |
|    | Italia (bandiera)  | P     | Nicola Maggio        |
|    | Italia (bandiera)  | C     | Domenico Malara      |
|    | Italia (bandiera)  | D     | Gabriele Marguglio   |
|    | Italia (bandiera)  | P     | Riccardo Mengoni     |
|    | Italia (bandiera)  | C     | Daniele Messina      |
|    | Italia (bandiera)  | C     | Filippo Pensalfini   |
|    | Italia (bandiera)  | A     | Giovanni Pino        |
|    | Italia (bandiera)  | A     | Pasquale Trentinella |
|    | Italia (bandiera)  | D     | Gaetano Ungaro       |
|    | Italia (bandiera)  | A     | Livio Vazzana        |
|    | Italia (bandiera)  | C     | Salvatore Vicari     |
|    | Italia (bandiera)  | A     | Domenico Zampaglione |